# ویل آو وایت هرس
ویل آو وایت هرس (به انگلیسی: Vale of White Horse) یک منطقهٔ مسکونی در بریتانیا است که در آکسفوردشر واقع شده‌است.